# 普拉多波利斯
普拉多波利斯是巴西圣保罗州的一个市镇。总面积167.202平方公里，总人口15,160人，人口密度90.7人/平方公里。